# Status marmoratus
Status marmoratus, Synonyme Etat marbre; Cécile-Vogt-Syndrom, ist eine historische, aber noch gebräuchliche Bezeichnung für in der pathologischen Untersuchung auffallende Veränderungen wichtiger Strukturen im Gehirn, der Basalganglien, die durch Sauerstoffmangel bei Neugeborenen verursacht werden (Frühkindliche Hirnschädigung) und sich klinisch durch neurologische Auffälligkeiten wie Choreoathetose, Infantile Zerebralparese oder Tetraplegie äußern.
Das Corpus striatum weist zahlreiche Narben mit fibrillärer Gliose, Verkalkungen auf und erinnert in seiner Struktur an Marmor, daher die Bezeichnung.
Die Erstbeschreibung des Zusammenhanges der morphologischen Veränderungen an den Stammganglien mit den klinischen Auffälligkeiten stammt aus dem Jahre 1896 durch Gabriel Anton.
Im Jahre 1911 von Cécile Vogt und C. F. Freund erneut beschrieben wird der Begriff allgemeiner bekannt.